# Valanga renschi
Valanga renschi är en insektsart som beskrevs av Willy Adolf Theodor Ramme 1941. Valanga renschi ingår i släktet Valanga och familjen gräshoppor. Inga underarter finns listade i Catalogue of Life.